# Carlyle (Saskatchewan)
Carlyle es un pueblo canadiense situado en la provincia de Saskatchewan.

## Superficie
Carlyle tiene una superficie de 5,41 km².

## Demografía
En 2021, tenía 1524 habitantes, una densidad poblacional de 281,9 hab./km², y 686 viviendas.